# ホンダ・フィットシャトル
フィットシャトル（FIT SHUTTLE）は、本田技研工業が製造・発売していたステーションワゴン型の小型乗用車である。
本記事では、ハイブリッドカーのフィットシャトル ハイブリッド（FIT SHUTTLE HYBRID）についても記述する。

## 概要
2代目フィットがベースとなったエントリークラスのステーションワゴンであり、エアウェイブの実質的な後継車に当たる。フィットと同様、燃料タンクを前席下に配置したセンタータンクレイアウトを採用した。ワゴンとしての機能を付加するために、Cピラー以降のリヤオーバーハングが大幅に延長されているが、ホイールベースはフィットと同一の2,500mmである。外観デザインのバランスを考え、フロント周りが北米仕様フィットと同一のパーツで延長され、サイドドアはガラスやサッシも含めてフィットと共用することで、コストの増大を極力抑えている。
ラゲッジ容量は、ガソリンエンジン仕様の場合は床上496L+床下94Lの計590L（FF仕様）を有しているが、ハイブリッド仕様の場合は床下にバッテリーを搭載するため、床上496L+床下21Lの計517Lとガソリン車に対し減少している。
パワートレーンは、フィットと同様にガソリンエンジン（フィット シャトル、型式：FFがGG7、4WDがGG8）とハイブリッド（フィット シャトル ハイブリッド、同：GP2）が設定されているが、ガソリンエンジン仕様については1.5Lエンジンのみが設定される。駆動方式はFFの他、ガソリンエンジン仕様には4WDも設定され、トランスミッションは、FF仕様にはトルクコンバータ付きCVTが組合わされ、4WD仕様には5速ATが組合わされる。ハイブリッド仕様については、Honda IMAシステムを搭載し、システムを構成するエンジンはLDA型 1.3L 直列4気筒 SOHC i-VTEC i-DSIエンジンが搭載され、2代目インサイトやフィットハイブリッド同様にi-VTECは可変シリンダーシステム（VCM）としてのみ機能する。このVCMにより全気筒を休止させることでモータのみでの走行も可能となっている。
ハイブリッド仕様は、モーター走行時は電力消費を抑えるために燃料ポンプや点火システムなどを停止し、モーター走行時間を長くした。ガソリンエンジン仕様はテールゲートスポイラーやボディ底面に空力パーツ、フロントバンパー形状の見直し、さらに両者ともにエンジン内部の摩擦、ブレーキの回転抵抗の軽減をしたことによって、JC08モード燃費でガソリンエンジン仕様は、FF車で18.8km/L、4WD車で14.6km/L、ハイブリッド車は25.2km/Lの優れた低燃費を実現しており、ハイブリッド車は全車「平成27年度燃費基準+20%」を、ガソリンエンジン仕様のFF車（「15X」の16インチアルミホイール装着車を除く）は「平成27年度燃費基準」をそれぞれ達成している。
エアウェイブでの採用以降、各車に順次適用が拡大している 「スカイルーフ」も同様にメーカーオプションとして設定されている。
ホンダでは、2008年以降発売される地球環境を意識した車両を「Honda Green Machine」と称していたが、フィットシャトルハイブリッドは「グリーンマシーン5号」であった。
なお、先代のエアウェイブにはそれをベースにしたライトバン（パートナー）が存在したが、本モデルをベースとしたものは存在しなかった。

## 初代 GP2/GG/7/8型 （2011年～2015年)
- 2011年
  - 2月4日 - フィットシャトルの公式ティーザーサイトを開設した[1]。当初は2011年3月17日に発売を予定されていたが、同年3月11日に発生した東日本大震災により、生産拠点がフィットの北米仕様を生産する埼玉製作所（通称：狭山工場）から鈴鹿製作所に変更されたため、発売が延期となった[2]。その後、同年6月16日に発表され、発表会の模様をUstreamで配信することが発表された[3]。
  - 6月16日 - 正式発表、同日より発売。なお、4WD車は同年8月より、一部のボディカラーは同年10月よりそれぞれ生産を開始した。ティザーカタログから、一部ボディカラーが変更されている。
- 2012年
  - 6月25日 - 一部改良（4WD車は7月20日発売）。「15C」および「HYBRID-C」を除く他のグレードにフォグライトとETC車載器を、全グレードにLEDコンソールライトとLEDドリンクホルダーイルミネーションをそれぞれ標準装備した。ディーラーオプションの純正カーナビゲーションを装着しやすくできる装備（リアワイドカメラなど）をセットにした「ナビ装着用スペシャルパッケージ」をオプション設定に追加し、代わりに、ハイブリッド車の「HYBRID・ナビプレミアムセレクション」を廃止した。ボディカラーの追加も行った。さらに、16インチアルミホイールを装着「15X」を除くガソリン車のJC08モード燃費を向上し、リアコンビネーションランプをメッキ+クリアスモークに変更した。VSAを4WD車にも拡大適応した。ハイブリッド車は、HYBRIDエンブレムをサイドフェンダー部にも装着した。
  - 10月4日 - 運転席&助手席シートヒーター、プラズマクラスター技術搭載フルオート・エアコンディショナー、リアセンターアームレスト、スーパーUVカット・フロントドアガラス、IRカット<遮熱>/UVカット機能付フロントウインドウガラスを標準装備した特別仕様車「ファインライン」を発売した。「15X」、「15X・Sパッケージ」、「HYBRID」、「HYBRID・スマートセレクション」の4タイプを設定した。
- 2013年
  - 8月22日 - マイナーチェンジ（翌8月23日販売開始）[4]。フロントデザインが刷新されたほか、装備面において、ヒルスタートアシストとセキュリティアラームを全グレードに、15インチアルミホイールとパドルシフトを「HYBRID・スマートセレクション」に、ディスチャージヘッドライトを「HYBRID」にそれぞれ標準装備された。さらに、「15X」・「HYBRID」・「HYBRID・スマートセレクション」はグランスムース（セーレンとの共同開発商品）とファブリックのコンビシートのサイドステッチをダブルステッチ化し、本革巻きセレクトレバーを採用。特別仕様車「ファインライン」の特別装備品であった運転席&助手席シートヒーターやリアセンターアームレストなどが標準装備された。ハイブリッドは全車で燃費を向上（前期型比+0.2km/L）した。ボディカラーは新色を1色追加するなど入れ替えが行われ、全7色に整理された。スカイルーフの設定が廃止。
  - 9月5日 - 3代目フィットが登場したが、フィットシャトルは初代が継続生産される。
  - 12月19日 - 特別仕様車「クールエディション」を発売。「15X」「HYBRID」「HYBRIDスマートセレクション」をベースに、エクステリアにはフロントグリルとリアガーニッシュ、ヘッドライトインナーをダーククローム処理したものに換装し、インテリアを専用のブラックとした上で、プライムスムースｘスエード調ファブリックのコンビシートを採用。同時に、ブルーステッチの入った本皮革ステアリングと本皮革セレクターレバーを特別装備。また、全車に純正ナビの操作を快適にする「ナビ装着用スペシャルパッケージ」を特別に装備し、「HYBRID クールエディション」にのみ、トップシェードフロントガラスを追加装着した（他グレードはベース車に標準装備済）。
- 2015年3月 - 生産・販売を終了。これにより、同年5月に後継モデルとなるシャトルが発表・販売開始されるまでの間、ホンダのステーションワゴンが一時的に消滅することとなった。販売期間中の新車登録台数の累計は14万837台[5]。

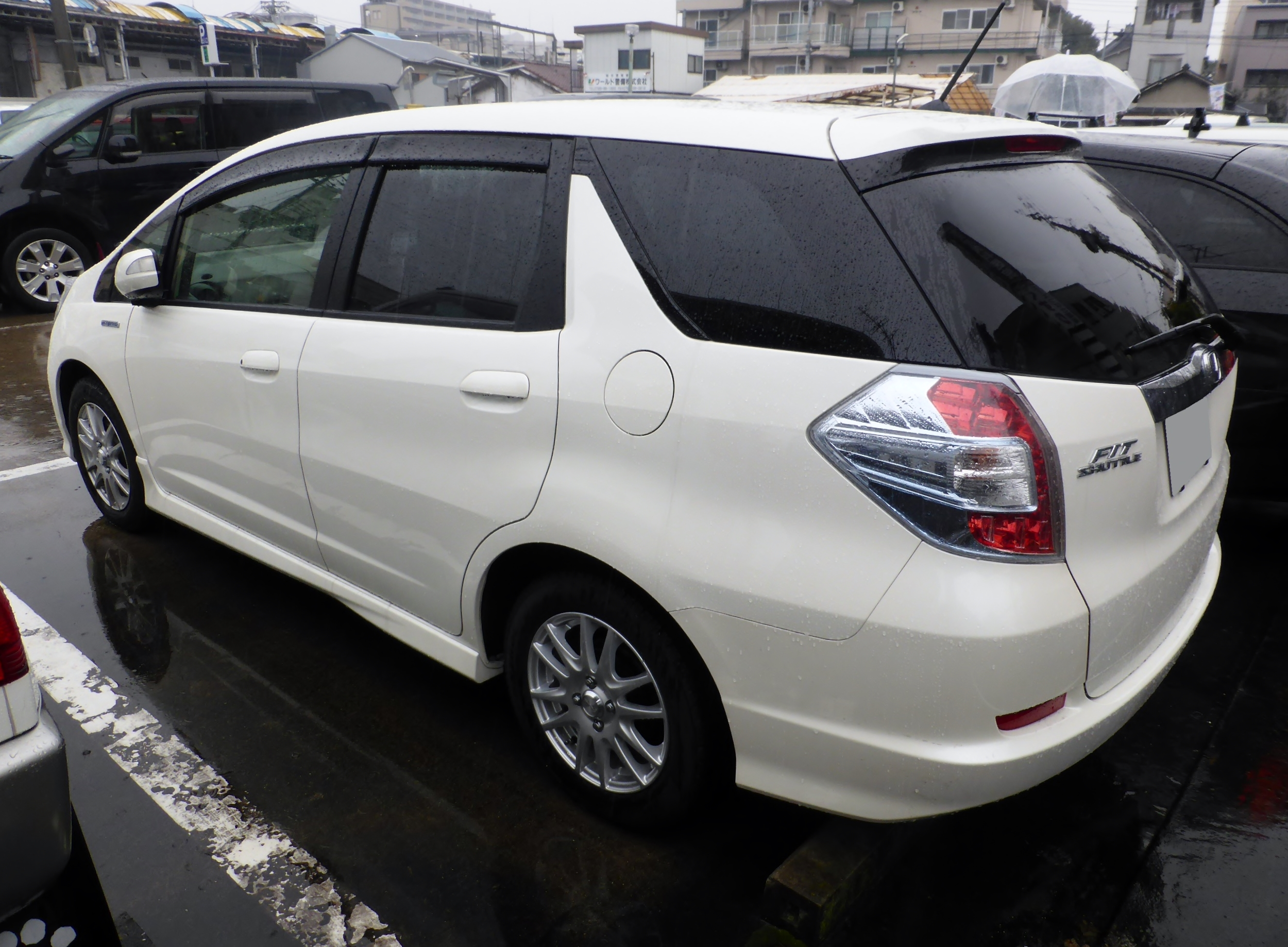
2013年8月改良型 ハイブリッド リア
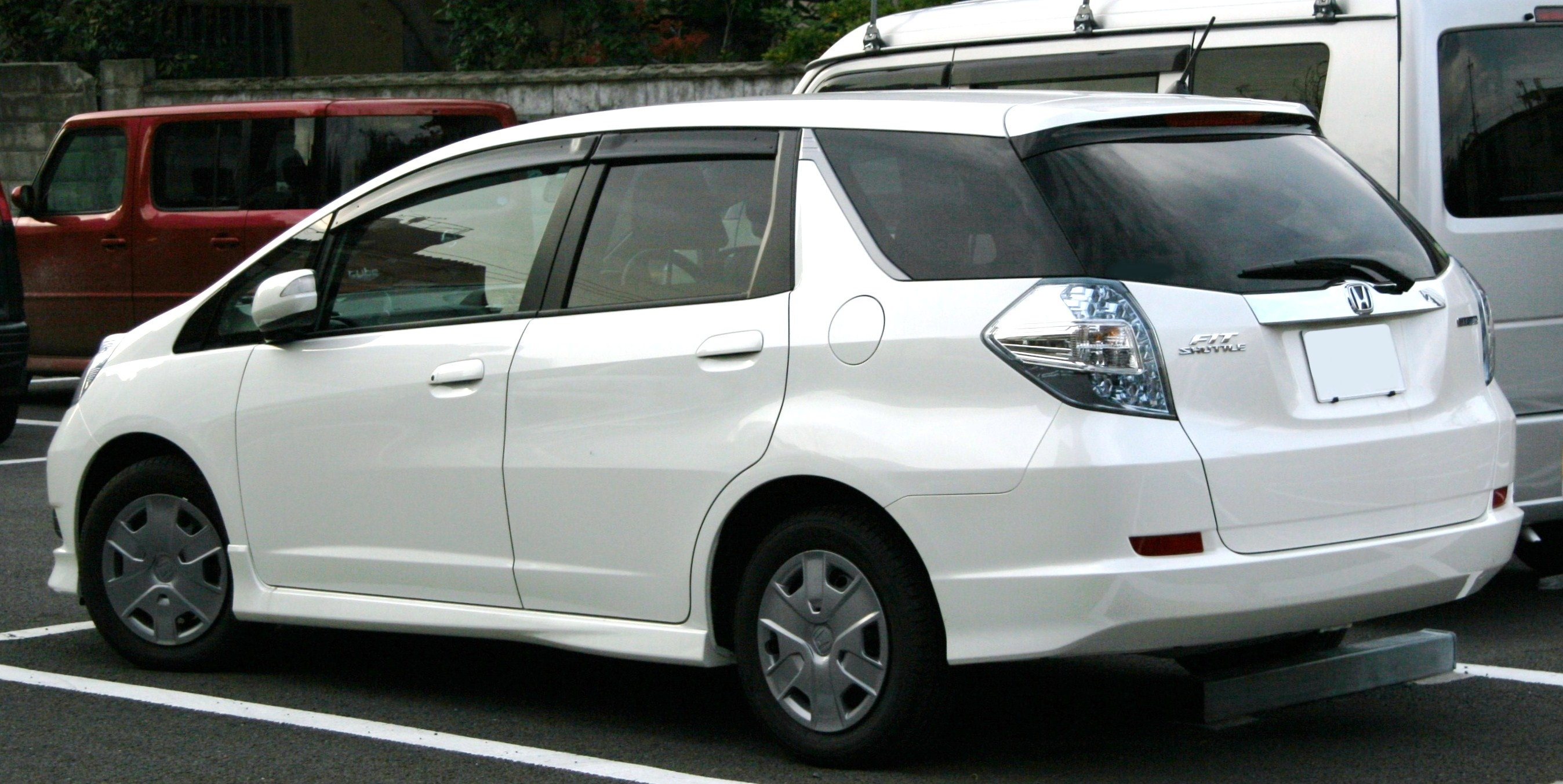
2011年6月販売型 ハイブリッド リア
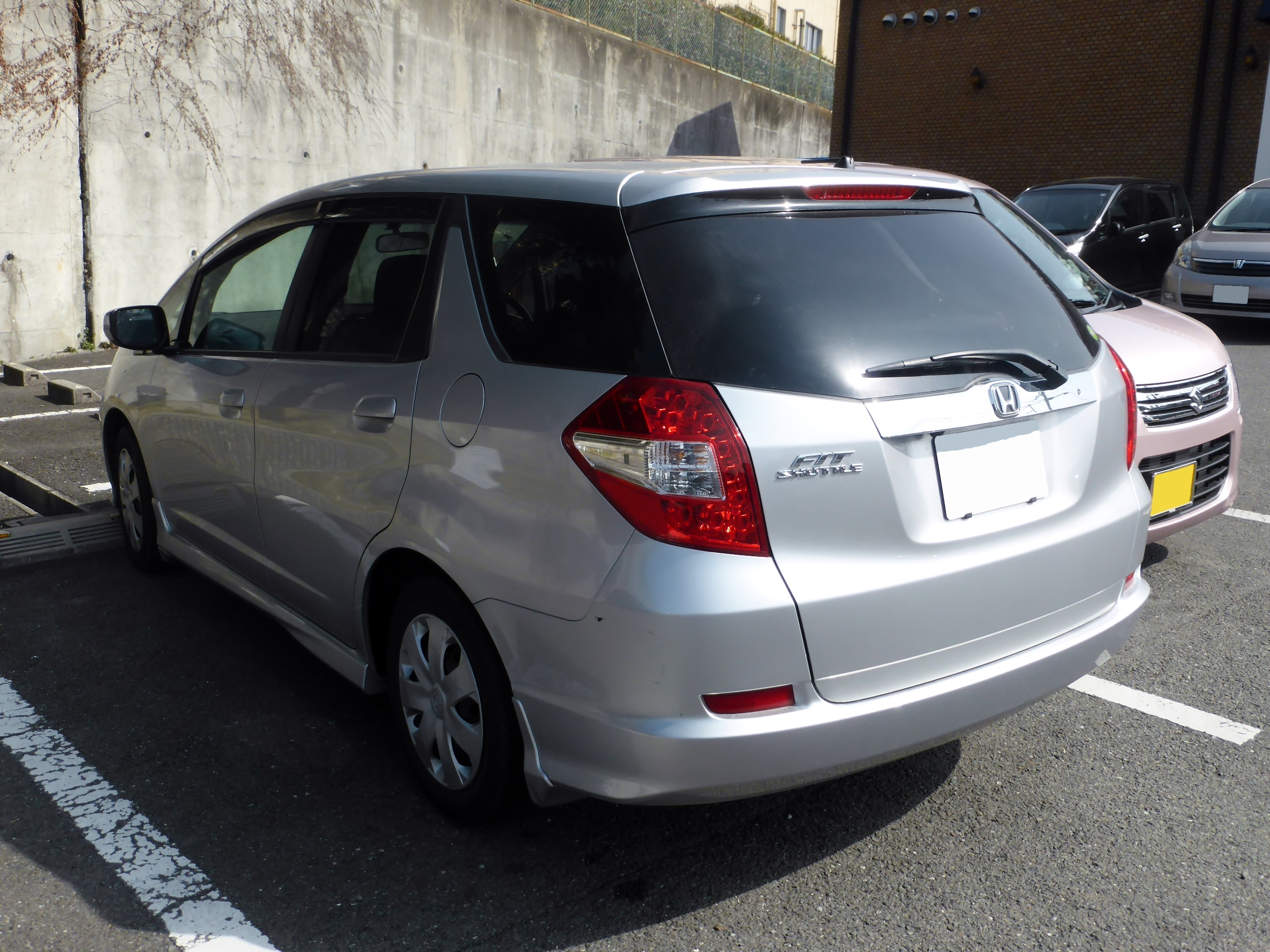
2011年6月販売型 ガソリン車 リア[注釈 5]

## 車名の由来
フィットは「ぴったりの」という意味の英語で、ベース車のフィットからきている。シャトルは、「人と荷物を安全に、そして先進の技術で運ぶ」というイメージをスペースシャトルになぞらえてネーミングしている。日本国内で車名に「シャトル」が使われたのはシビックシャトルの生産終了以来実に15年ぶりである。
尚、後継車のシャトルも同様の意図でネーミングされている。